# Satranala decussilvae
Satranala decussilvae ist eine auf Madagaskar endemische Palmenart. Sie ist die einzige Art der Gattung Satranala.

## Merkmale
Satranala decussilvae ist eine mäßig große, einzelstämmige, baumförmige Fächerpalme. Sie ist zweihäusig getrenntgeschlechtig (diözisch) und mehrmals blühend. Der Stamm ist aufrecht und an der Basis etwas geschwollen. Die Blätter sind costapalmat und induplicat. Sie fallen nach dem Absterben mit einer glatten Narbe ab.
Die rundliche Frucht besitzt einen geflügelten und skulpturierten Steinkern, der innen dann glatt ist und sich bei der Keimung in zwei Klappen teilt. Das Endosperm ist gefurcht (ruminat).
Von den nah verwandten Gattungen unterscheidet sich Satranala durch folgende Merkmalskombination: Der Samen ist nicht gefurcht. Das Endokarp ist stark skulpturiert und besitzt keine kreisförmige terminale Pore.
Die Chromosomenzahl ist unbekannt.

## Verbreitung und Standorte
Die Art ist auf Madagaskar endemisch. Sie ist auf die Masoala-Halbinsel und das Mananara Avaratra-Biosphärenreservat im Osten der Insel beschränkt, wo sie in Regenwäldern auf flachgründigen Böden über ultrabasischem Gestein, oder in steilen Tälern mit vielen Schraubenbäumen und Palmen vorkommt. Die Palme wächst in Höhenlagen von 250 bis 300 m. Alle Populationen sind individuenarm.

## Taxonomie und Systematik
Die Gattung Satranala wurde 1995 von John Dransfield und Henk Jaap Beentje in Kew Bulletin Band 50 Teil 1, Seite 87 erstbeschrieben.
Die Gattung Satranala wird innerhalb der Familie Arecaceae in die Unterfamilie Coryphoideae, Tribus Borasseae  und Subtribus Hyphaeninae gestellt. Die Gattung ist monotypisch, sie besteht aus der einzigen Art Satranala decussilvae. Ihre Schwestergruppe ist Bismarckia.
In der World Checklist of Selected Plant Families der Royal Botanic Gardens, Kew, wird nur die Art Satranala decussilvae anerkannt.
Der Name Satranala leitet sich vom madagassischen Trivialnamen satranala ab, der so viel wie Waldfächerpalme bedeutet.

## Belege
- John Dransfield, Natalie W. Uhl, Conny B. Asmussen, William J. Baker, Madeline M. Harley, Carl E. Lewis: Genera Palmarum. The Evolution and Classification of Palms. Zweite Auflage, Royal Botanic Gardens, Kew 2008, ISBN 978-1-84246-182-2, S. 312ff.